# David Hauss
David Hauss (Paris, 1 de fevereiro de 1984) é um triatleta profissional francês. 
No triatlo nas Olimpíadas de Londres 2012, foi 4° colocado.